# Ruta Estatal de California 23

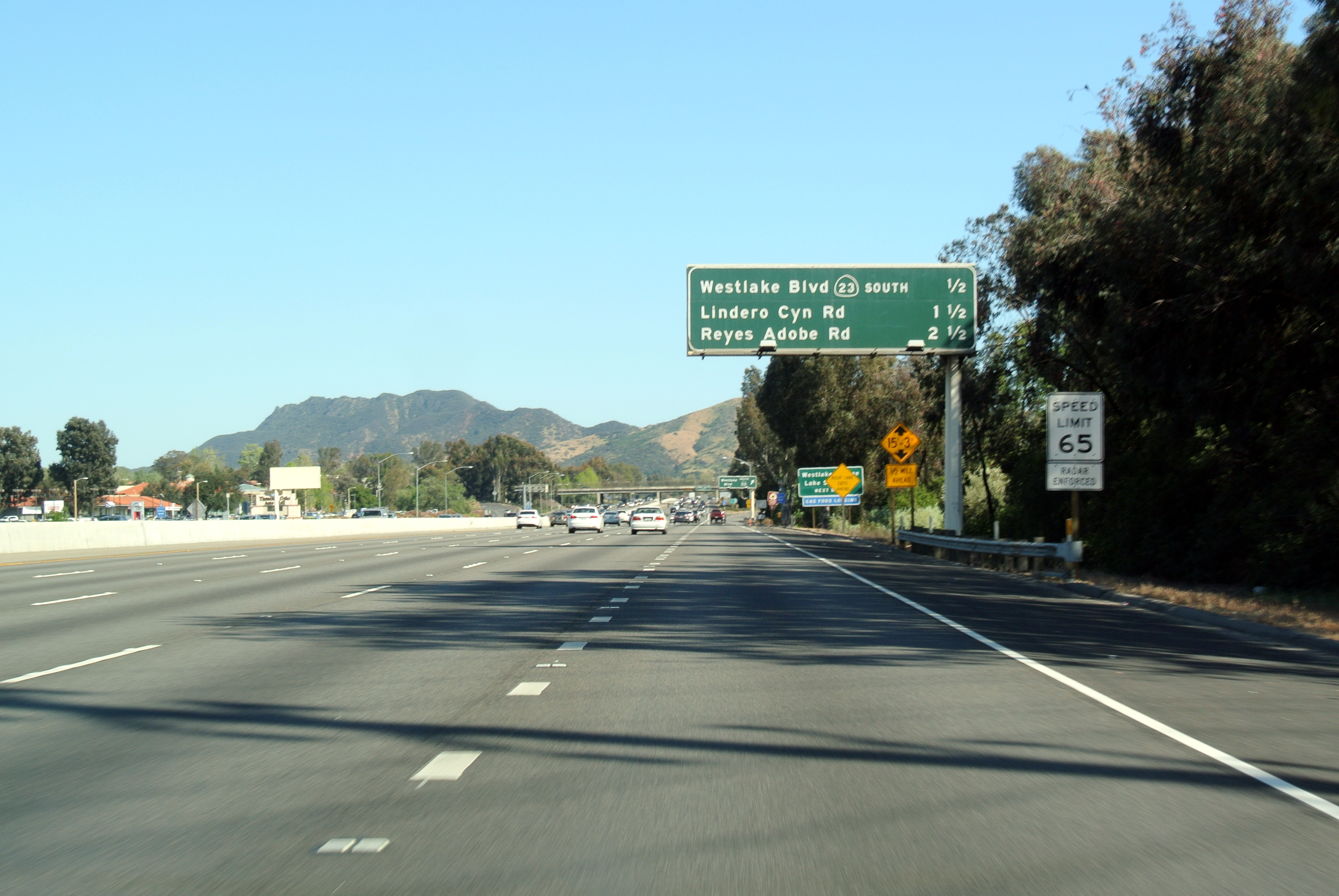
SR 23 y US 101 (Ventura Freeway)

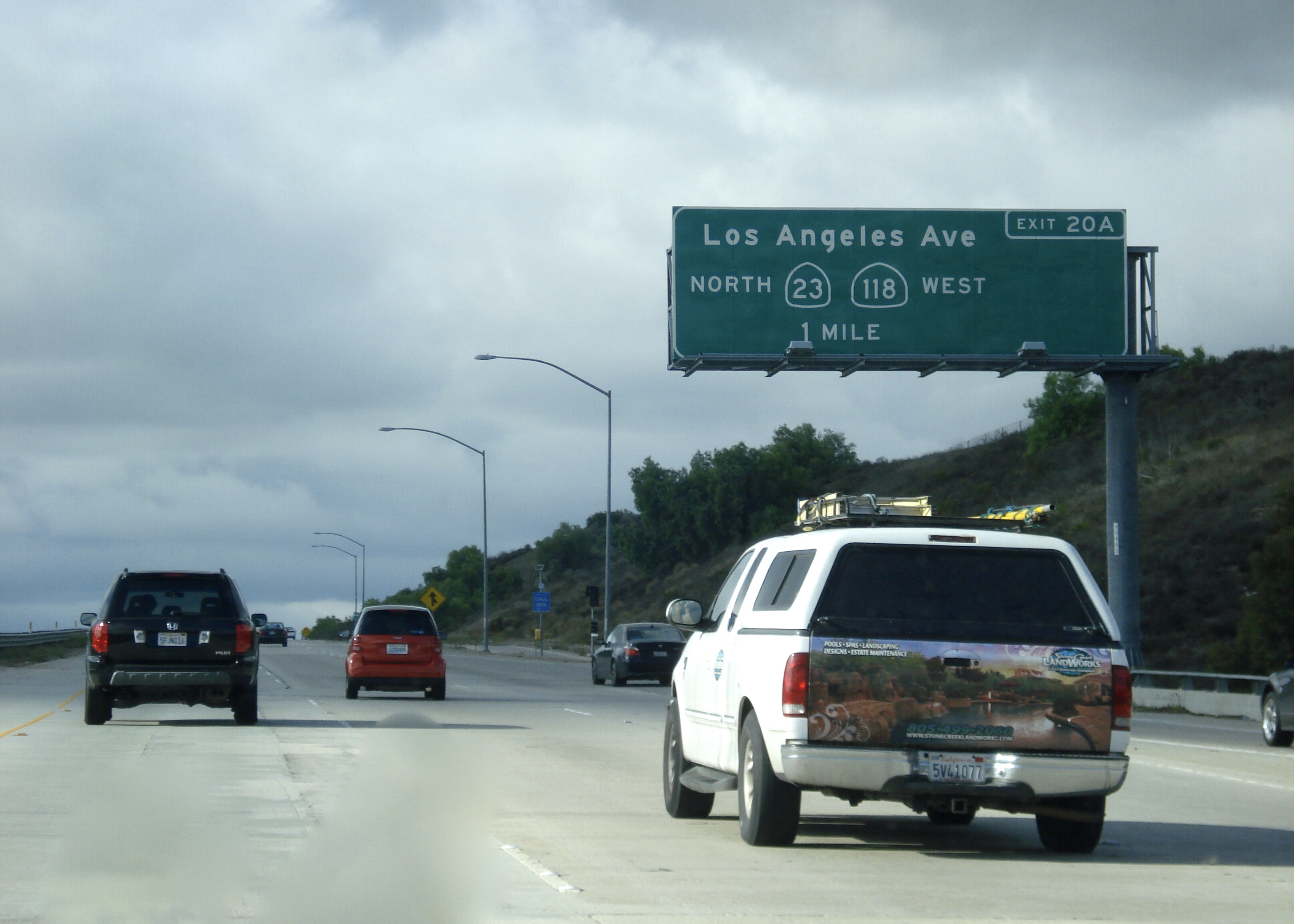
Extremo norte de la SR 23

La Ruta Estatal de California 23, y abreviada SR 23 (en inglés: California State Route 23) es una carretera estatal estadounidense ubicada en el estado de California. La carretera inicia en el Sur desde la SR 1     en Malibú hacia el Norte en la SR 126     en Fillmore. La carretera tiene una longitud de 51,5 km (32.030 mi).

## Mantenimiento
Al igual que las autopistas interestatales, y las rutas federales y el resto de carreteras estatales, la Ruta Estatal de California 23 es administrada y mantenida por el Departamento de Transporte de California por sus siglas en inglés Caltrans.

## Cruces
La Ruta Estatal de California 23 es atravesada principalmente por la  US 101  SR 118   en Thousand Oaks y Moorpark.
| Condado | Localidad     | Miliario                                 | Salida | Destinos                                                               | Notas                                                   |
| --- | ------------- | ---------------------------------------- | ------ | ---------------------------------------------------------------------- | ------------------------------------------------------- |
| Los Ángeles LA 0.00-8.90                                                                                                  | Malibú        | 0.00                                     |        | SR 1 (Pacific Coast Highway) – Oxnard, Santa Mónica                    |                                                         |
| Ventura VEN 0.00-24.17 | Thousand Oaks | T1.49                                    |        | Portrero Road – Hidden Valley                                          |                                                         |
| Ventura VEN 0.00-24.17 | Thousand Oaks | R2.26                                    |        | Triunfo Canyon Road                                                    |                                                         |
| Ventura VEN 0.00-24.17 | Thousand Oaks | R2.88                                    |        | Agoura Road, Hampshire Road                                            |                                                         |
| Ventura VEN 0.00-24.17 | Thousand Oaks | R3.32 0.70                               |        | US 101 sur (Ventura Freeway) / lake Boulevard – Los Ángeles            | Interchange; extremo sur de la US 101                   |
| Ventura VEN 0.00-24.17 | Thousand Oaks | Extremo sur de la autopista en la US 101 |        |                                                                        |                                                         |
| Ventura VEN 0.00-24.17 | Thousand Oaks | 1.62                                     | 41     | Hampshire Road                                                         |                                                         |
| Ventura VEN 0.00-24.17 | Thousand Oaks | 3.11 R3.34                               | 12B    | US 101 norte (Ventura Freeway) – Ventura                               | Extremo norte de la US 101; sin salida en sentido norte |
| Ventura VEN 0.00-24.17 | Thousand Oaks | R3.70                                    | 13     | Hillcrest Drive, Thousand Oaks Boulevard – Thousand Oaks               | Salida Sur y entrada Norte                              |
| Ventura VEN 0.00-24.17 | Thousand Oaks | R5.06                                    | 14     | Janss Road                                                             |                                                         |
| Ventura VEN 0.00-24.17 | Thousand Oaks | R6.03                                    | 15     | Avenida de los Árboles                                                 |                                                         |
| Ventura VEN 0.00-24.17 | Thousand Oaks | R7.17                                    | 16     | Sunset Hills Boulevard                                                 |                                                         |
| Ventura VEN 0.00-24.17 | Thousand Oaks | R8.21                                    | 17     | Olsen Road – Simi Valley                                               |                                                         |
| Ventura VEN 0.00-24.17 | Moorpark      | R10.16                                   | 19     | Tierra Rejada Road                                                     |                                                         |
| Ventura VEN 0.00-24.17 | Moorpark      | Extremo norte de la autopista            |        |                                                                        |                                                         |
| Ventura VEN 0.00-24.17 | Moorpark      | R11.43 T18.21                            | 20B    | SR 118 este (Ronald Reagan Freeway) – Los Ángeles                      | Interchange; extremo sur de la SR 118                   |
| Ventura VEN 0.00-24.17 | Moorpark      | R17.49 R12.90                            |        | SR 118 oeste (Los Angeles Avenue) / Moorpark Avenue – Saticoy, Ventura | Extremo norte de la SR 118                              |
| Ventura VEN 0.00-24.17 | Fillmore      | 24.17                                    |        | SR 126 (Ventura Street) – Santa Clarita, Santa Paula, Ventura          |                                                         |
| Ventura VEN 0.00-24.17 | Fillmore      | 24.17                                    |        | A Street                                                               | Continuación más allá de la SR 126                      |
| 1.000 mi = 1.609 km; 1.000 km = 0.621 mi Cerrada/Antigua • Terminal concurrente • Acceso incompleto • Propuesta/Sin abrir |               |                                          |        |                                                                        |                                                         |

1. 1 2 3  Indica que el miliario representa la distancia a lo largo de la US 101 y no la de la SR 23.
2. 1 2  Indica que el miliario representa la distancia a lo largo de la SR 118 y no la de la SR 23.